# Rodolfo De la Colina
Rodolfo Manuel de la Colina (Provincia de Buenos Aires, 17 de agosto de 1939 - Gran Malvina, 7 de junio de 1982) fue un Vicecomodoro de la Fuerza Aérea Argentina. Cayó en actividad en la Guerra de las Malvinas, mientras tripulaba un avión Learjet en misión de reconocimiento fotográfico y distracción de las fuerzas enemigas. 

## Biografía
Nació en la provincia de Buenos Aires un 17 de agosto de 1939. Hijo de Manuel de la Colina y de Esmeralda Meiners; ingresó a la Escuela de Aviación Militar como cadete de 1er año, un 3 de marzo de 1956, egresando como oficial con el grado de alférez del escalafón aire el 19 de diciembre de 1959. 

## Guerra de Malvinas
La Fuerza Aérea Argentina desplegó a las bases del sur (CRV-GAL-GRA-SCR) los aviones Learjet pertenecientes al Grupo I Aerofotografico con sus respectivas tripulaciones militares, como parte del Escuadrón Fénix. 
El día 7 de junio de 1982, De La Colina, en ese momento jefe del Escuadrón Fénix, comandaba un vuelo de reconocimiento sobre la isla Soledad en un avión Learjet matrícula T-24 perteneciente a la II Brigada Aérea- Grupo I Aerofotográfico de la Fuerza Aérea Argentina, cuando fue alcanzado por un misil superficie-aire Sea Dart, falleciendo el vicecomodoro y todos los tripulantes (Mayores Marcelo Pedro Lotufo y Juan José Falconier, suboficial principal Francisco Tomas Luna y suboficial ayudante Guido Antonino Marizza). Todos pertenecían a la II Brigada Aérea sita en la ciudad de Paraná.
Por estos méritos De la Colina fue reconocido post mortem con su ascenso al grado inmediato superior de comodoro, y con la Medalla al Valor en Combate por ley N.º 25 576 del 11 de abril del año 2002. El gobierno de la Nación Argentina por ley nacional N°24.950/98 lo incluyó en el listado de los «Héroes nacionales», fallecidos en combate en la guerra de las Malvinas.